# Merete Dea Larsen
Merete Dea Larsen (født 19. april 1978) er en dansk politiker der var medlem af Folketinget for Dansk Folkeparti.
Hun blev valgt ved Folketingsvalget 2015 hvor hun fik 3.511 personlige stemmer fra Sjællands Storkreds. I 2019 blev hun ikke valgt.
Før hun blev direkte valgt har hun i kortere perioder været medlem af Folketinget som stedfortræder for Pia Kjærsgaard og Karin Nødgaard.
Merete var i Januar 2022 den ene af 3 kandidater til formandsposten hos Dansk Folkeparti.